# Храм Рождества Христова (Городищи)
Церковь в честь Рождества Христова — православный храм в селе Городищи Инзенского района, Барышской епархии Симбирской митрополии Русской православной церкви. Первый храм в Ульяновской области открытый при советской власти в 1924 году. С 1990 года — памятник архитектуры РФ.

## История
В 1782 году на средства прихожан была построена деревянная церковь. В 1898 году, на месте прежней, прихожанами был построен деревянный, без колокольни, храм, с престолом в честь Рождества Христова. Но она сгорела. На сельском сходе было принято решение построить кирпичную церковь. Её закладка состоялась в 1900 году. Но социалистическая революция и гражданская война затянуло строительство. Полностью строительство завершилось в 1924 году. В марте 1924 г. в эту церковь было передано всё имущество закрытой Владимирской церкви посёлка имени Карамзина.
Трёх-престольная церковь, с главным престолом, освящённым в честь Рождества Христова и престолами в приделах в честь святых апостолов Петра и Павла, и святого благоверного князя Александра Невского. В 1927 году трёх-престольный храм был открыт. Церковь прослужила недолго уже в 1931 году была закрыта в период богоборчества. В 1970—1980-е годы в церкви размещался склад зерна местного колхоза. В настоящее время церковь заброшена и разрушается.
Решением исполкома Ульяновского областного Совета народных депутатов № 79 от 12.02.1990 года и распоряжением Главы администрации Ульяновской области № 959-р от 29.07.1999 года церковь стала объектом культурного наследия.

## Описание
Каменная церковь, расположена в центре села, имеет симметричную продольно-осевую композицию. К пятиглавому, крестообразному в плане храму с востока примыкает гранёная апсида. Северная и южная стены храма имеют аналогичные апсиде полувосьмигранные выступы. С запада к храму последовательно примыкают широкий прямоугольный в плане притвор с двумя крыльцами-папертями с боков и четырёхъярусная колокольня с главным входом, состоящая из постепенно убывающих двух четвериков и двух восьмериков. Объём храма имеет ярусное построение. Центральный купол на восьмигранном, прорезанном арочными окнами барабане окружен боковыми купольными главами, восьмигранные барабаны которых поставлены на мощные шестигранные основания, декорированные полуглавиями. Ярусная композиция храмовой части поддерживается купольными завершениями папертей, расположенных с южной и северной сторон церкви. Боковые входы, решённые в виде небольших квадратных в плане объёмов с купольными завершениями, были соединены с основным объёмом храма наклонными крытыми галереями. Подобное оформление папертей вызвано желанием зодчих придать западному фасаду церкви эффект ярусных, убывающих к верху форм.
Главный (западный) фасад церкви строго симметричен. Перекрытые куполами паперти зрительно фланкируют стройную колокольню. Второй ярус куполов образуют боковые главы храма. Центром пирамидальной композиции главного фасада являлась купольная глава колокольни (утрачена).
Основной строительный материал церкви — красный кирпич (25 × 12 × 6 см). Из дерева сделаны полы, перекрытия колокольни, двери, оконные переплёты, стропильная система. Из белого камня выложена нижняя часть цоколя. Из железа сделаны кованые кресты и оконные решётки, покрытие кровли и внутристенные связи.
Основные габариты церкви 40,5 × 31 м.
Церковь в Чердаклах — Покровский храм строилась по аналогичному проекту, что и храм Рождества Христова в селе Городищи Инзенского района. Чердаклинская церковь имела почти идентичное Городищенской церкви архитектурное решение: незначительно отличались только колокольня и некоторые детали декоративного оформления.

## Галерея

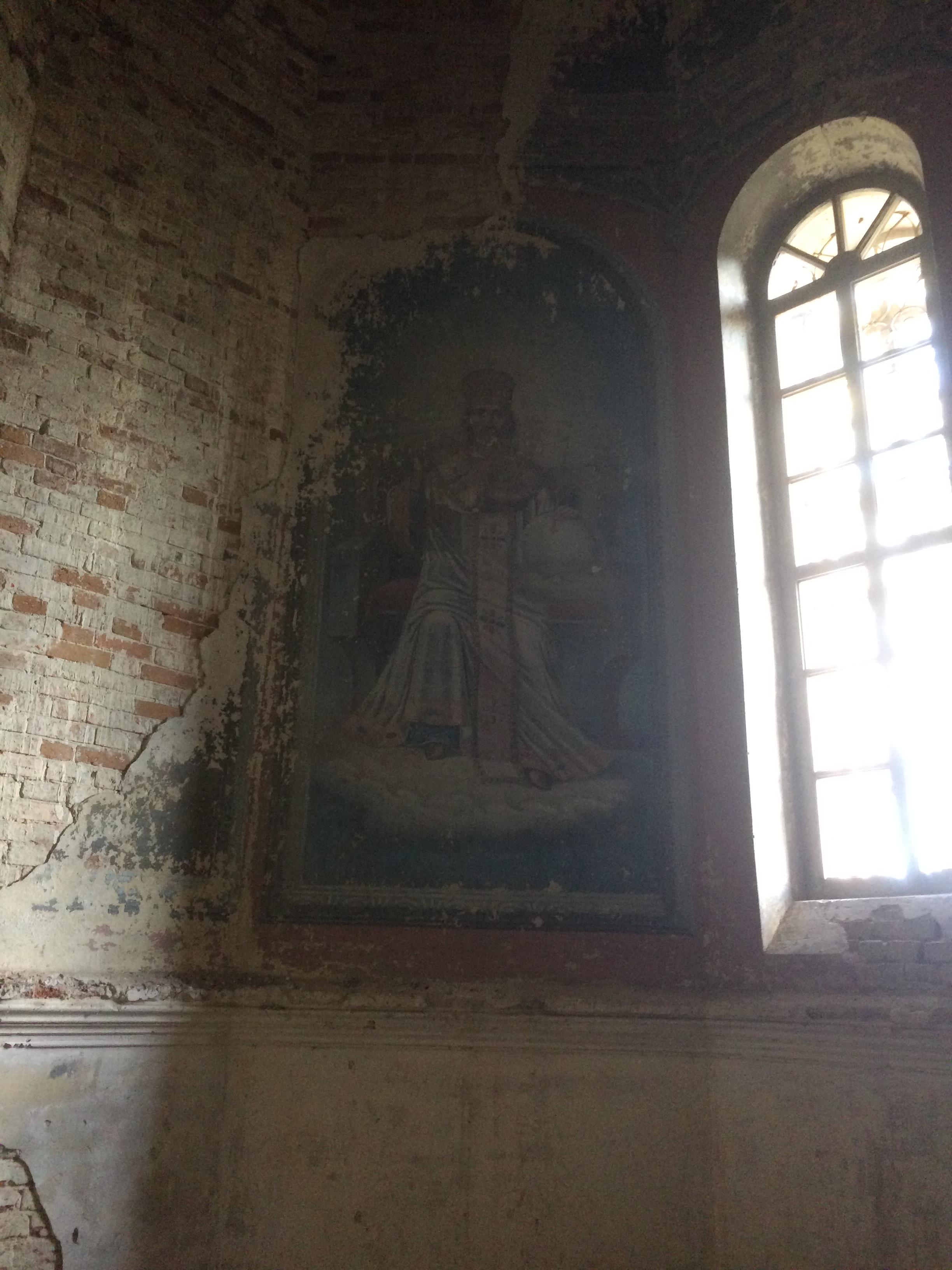
Одна из сохранившихся фресок.
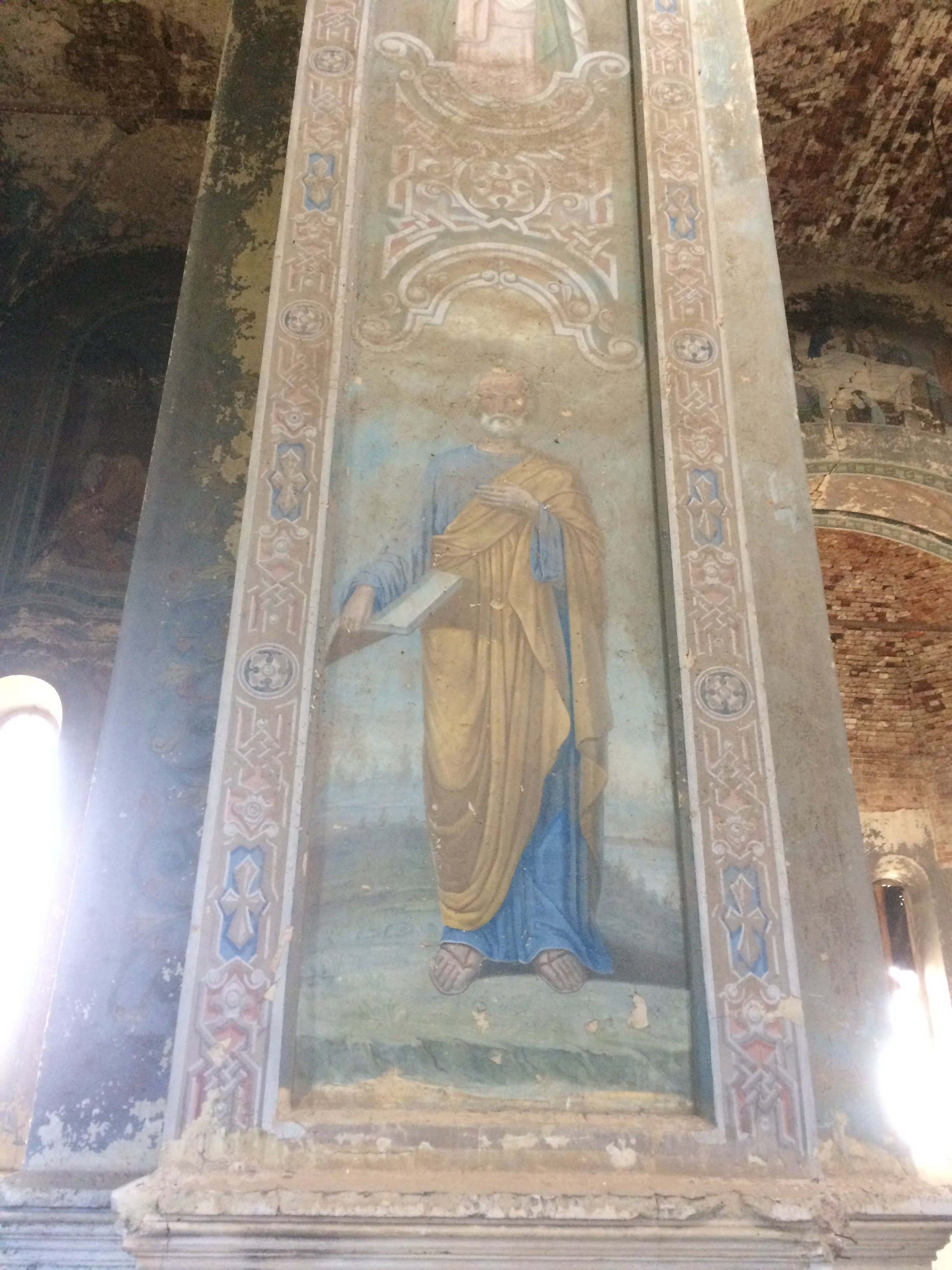
Фреска.
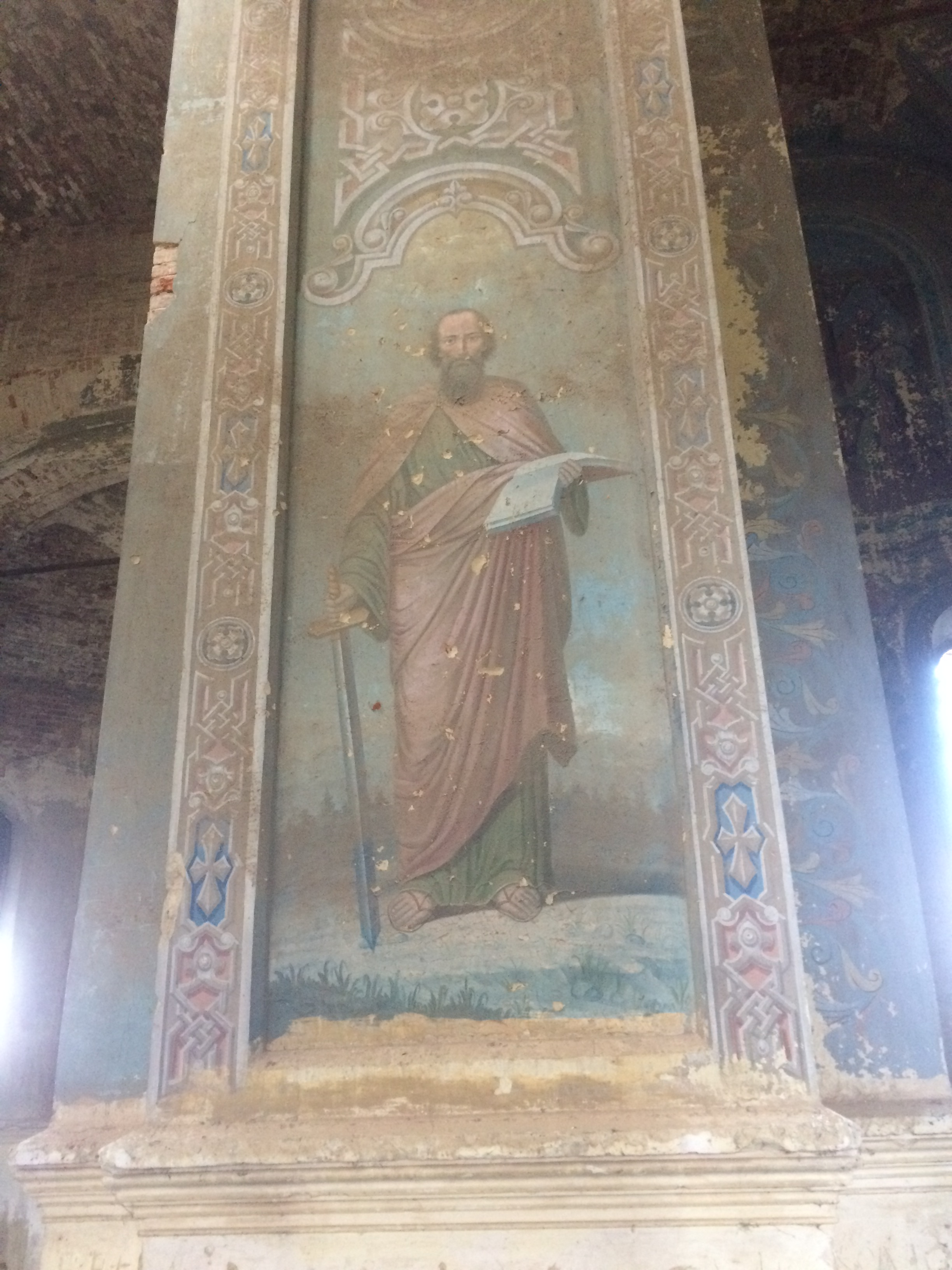
Фреска.
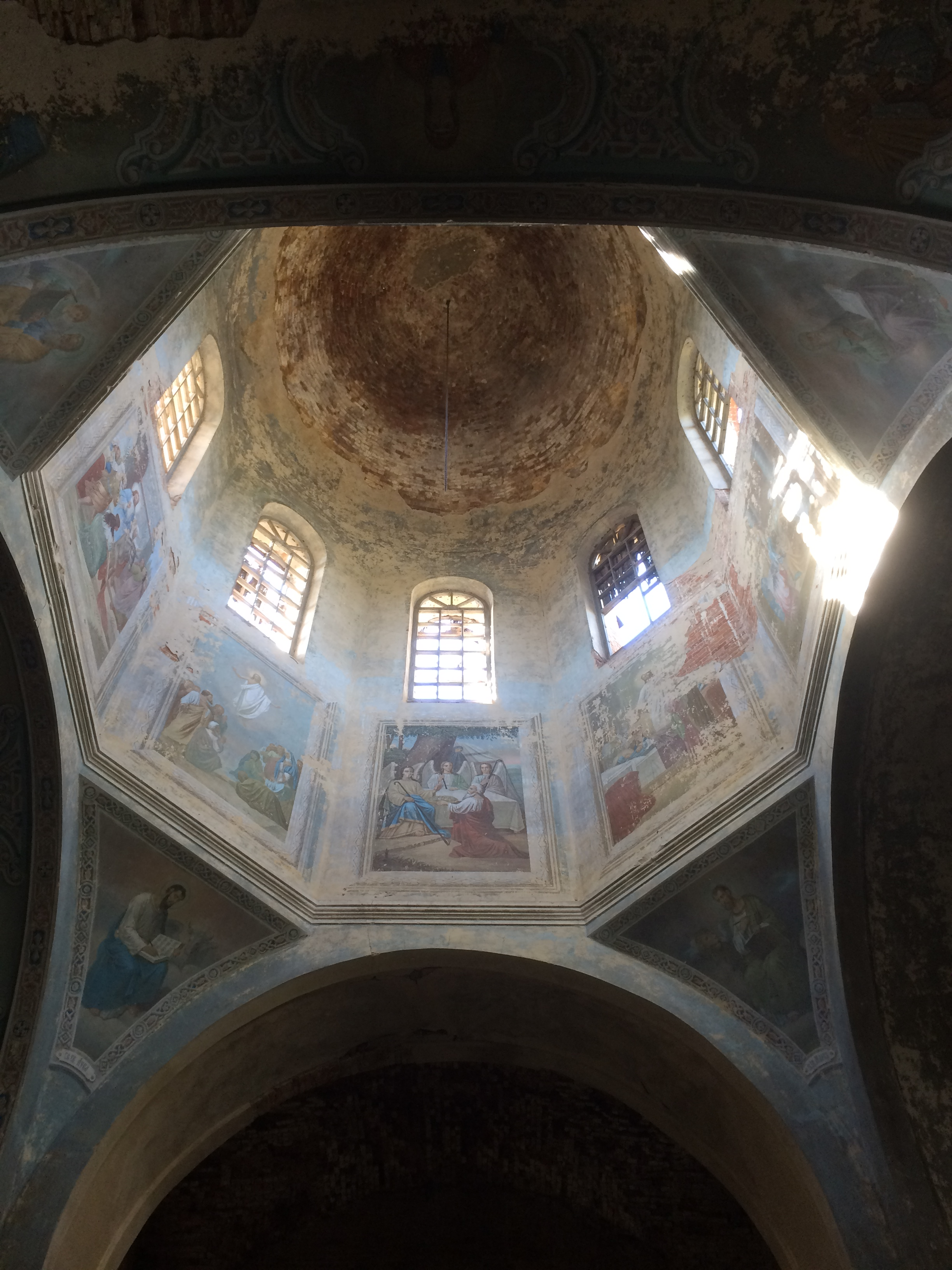
Роспись купола.
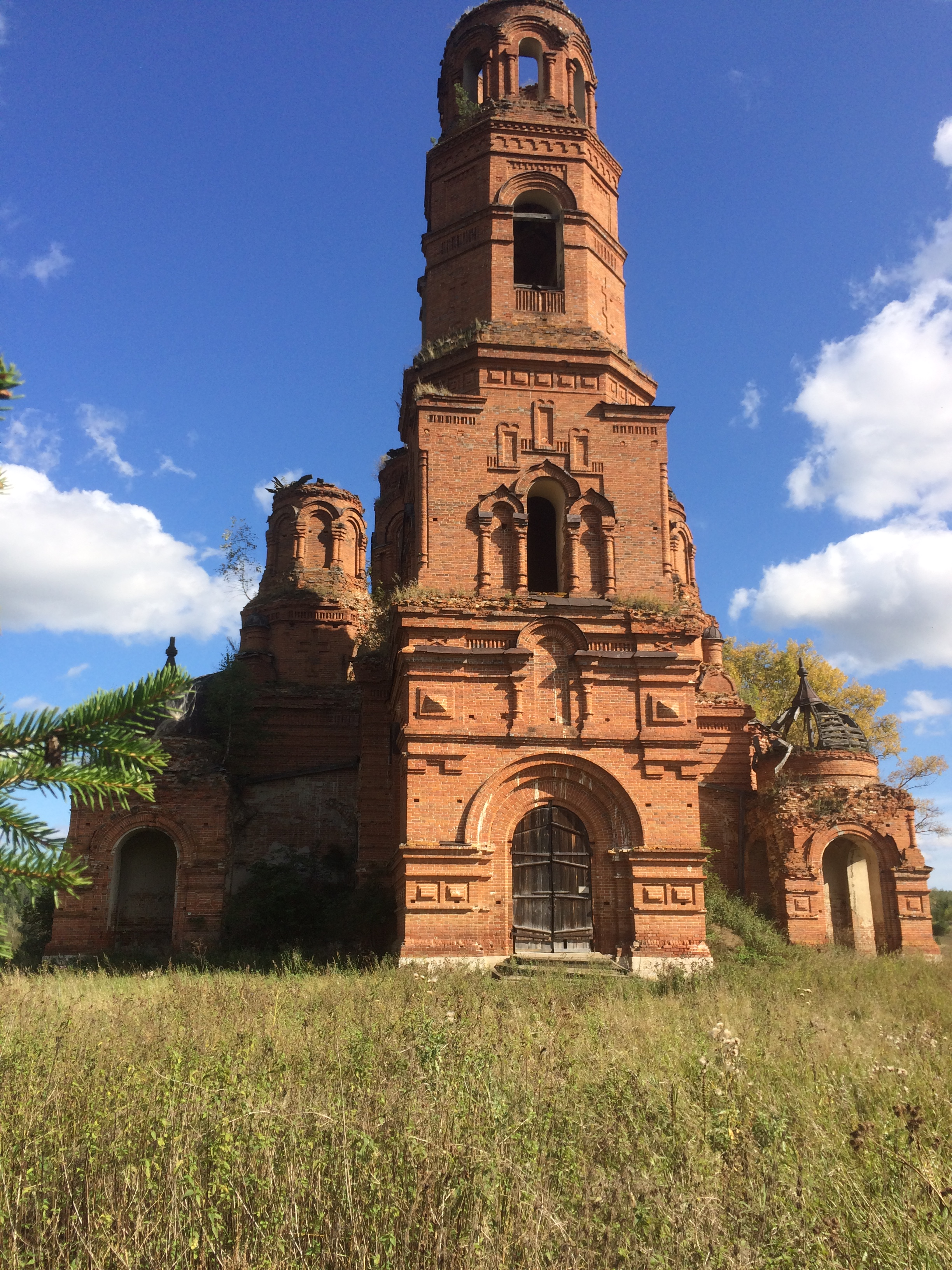
Церковь в честь Рождества Христова.